# وامیک (اورگن)
وامیک (به انگلیسی: Wamic) یک منطقهٔ مسکونی در ایالات متحده آمریکا است که در شهرستان واسکو، اورگن واقع شده‌است. وامیک ۳٫۱ کیلومتر مربع مساحت و ۳۶ نفر جمعیت دارد و ۵۱۱ متر بالاتر از سطح دریا واقع شده‌است.